# Семёнов, Пётр Хрисанфович
Пётр Хрисанфович Семёнов (1856—1936) — собиратель казачьего фольклора, прозаик.

## Биография
Отец, Хрисанф Фёдорович, — из донских казаков. Грамоте выучился у солдата-кантониста. После моздокской школы в числе наиболее способных учеников направлен в Александровский учительский институт в Тифлисе, который окончил (1877) со свидетельством сельского учителя. С 1877 года преподавал в станице Змейской, с 1878 — помощник учителя Владикавказского Николаевского городского училища. Смотритель двухклассного училища в станице Слепцовской (1880—1891). В 1891 году переехал во Владикавказ и поступил на службу в областное правление младшим делопроизводителем. С 1906 года — старший делопроизводитель Терского областного правления. Надворный советник (с 1910). В конце 1916 года вышел в отставку. Всю жизнь любил русскую литературу, интересовался греческой философией и воспоминаниями знаменитых путешественников, один из которых, Ф. Нансен,
провел в доме Семёнова несколько дней летом 1925 года. К самостоятельной литературной и краеведческой деятельности обратился после знакомства с другом и биографом Н. Г. Помяловского Н. А. Благовещенским, жившим с 1873 года во Владикавказе и с 1880 года редактировавшим неофициальную часть газеты «Терские ведомости». Первая публикация — «Очерки из жизни станицы» («Терские ведомости», 1882, № 1, 3, 4; вошла в «Сборник статей
из „Терских ведомостей“ за 1882 год»). Быту казаков станицы Змейской посвящён рассказ «Гатка. Очерк из жизни станицы» («Терские областные ведомости», 1883, № 2; подпись П. С-в). Знание изнутри быта терского казачества сказалось и в этнографическом очерке «Станица Слепцовская…» («Сборник материалов для описания местностей и племён Кавказа», Тифлис, 1886), и при издании казачьего фольклора. В книге «Песни, поющиеся в станице Слепцовской» (Тифлис, 1893; то же в книге: Сборник материалов для описания местностей и племён Кавказа, Тифлис, 1893; здесь же — помещены «Сказки, записанные в станице Слепцовской») включены тексты свадебных свадебных, любовных, бытовых и исторических песен с нотами. Очерк «Несколько страничек из жизни казаков станицы Слепцовской…» (1893), посвящённый станичному быту, казачьим поверьям и обрядам, Семёнов снабдил специальным «Словарём», разъясняющим значение около 400 «простонародных слов, встречающихся в разговорной речи станицы Слепцовской». К этой публикации примыкает и очерк «О народной медицине в станице Слепцовской…». В 1896 году Семёнов возобновил сотрудничество с газетой «Терские ведомости», где публиковал рассказы и очерки, в которых заметно влияние Н. В. Гоголя, И. С. Тургенева, Л. Н. Толстого: «На сеже», «Лаврушка. Эскиз с натуры», «Женили», «Бабий толк, или Кабак без кабака. Уличная сценка», в 1897 году — «Аукцион», «Выписался. (Очерк из жизни одной малоземельной станицы.) Из недавнего прошлого», «Незнакомая знакомка. (Ночная идиллия)», «Воспоминание. Из дорожных набросков», «Порочный». Из-за службы в областном правлении вынужден был оставить литературную работу. Последняя публикация — «Батыр-Ногай. Осетинское сказание» (1897). С 1880 года был женат на Вассе Захаровне Лерман (1863—1913).